# Diócesis de Riobamba
La diócesis de Riobamba o de San Pedro de Riobamba (en latín: Dioecesis Rivibambensis) es una circunscripción eclesiástica de la Iglesia católica en Ecuador. Se trata de una diócesis latina, sufragánea de la arquidiócesis de Quito. Desde el 21 de septiembre del 2022 su obispo es José Bolívar Piedra Aguirre.

## Territorio y organización
La diócesis tiene 7014 km² y extiende su jurisdicción sobre los fieles católicos de rito latino residentes en la provincia de Chimborazo.
La sede de la diócesis se encuentra en la ciudad de Riobamba, en donde se halla la Catedral de San Pedro.
En 2022 en la diócesis existían 56 parroquias agrupadas en 6 vicarías zonales: Riobamba, Guano-Penipe, Colta-Guamote, Licto-Chambo, Alausí-Chunchi (Sur), y Pallatanga-Cumandá.

## Historia
La diócesis de Bolívar fue erigida el 29 de diciembre de 1862, obteniendo el territorio de la arquidiócesis de Quito.
El primer obispo de la diócesis fue José Ignacio Ordóñez y Lasso, quien fue elegido el 22 de junio de 1866 y fue consagrado el 21 de septiembre de 1876.
El 25 de agosto de 1955 asumió su nombre actual.
El 29 de diciembre de 1957, en virtud del decreto Maiori animarum de la Congregación Consistorial, extendió su jurisdicción al territorio correspondiente a los cantones de Alausí y Chunchi, anteriormente sujetos a la arquidiócesis de Cuenca. El mismo día cedió una porción de su territorio para la erección de la diócesis de Guaranda mediante la bula Qui iuxta del papa Pío XII.
El obispo de mayor renombre fue Leonidas Eduardo Proaño Villalba.

## Estadísticas
Según el Anuario Pontificio 2018 la diócesis tenía a fines de 2017 un total de 585 000 fieles bautizados.
| Año                                                                             | Población            | Población | Población      | Sacerdotes | Sacerdotes    | Sacerdotes    | Bautizados por sacerdote | Diáconos permanentes | Religiosos | Religiosos | Parroquias |
| Año                                                                             | Bautizados católicos | Total     | % de católicos | Total      | Clero secular | Clero regular | Bautizados por sacerdote | Diáconos permanentes | Varones    | Mujeres    | Parroquias |
| ------------------------------------------------------------------------------- | -------------------- | --------- | -------------- | ---------- | ------------- | ------------- | ------------------------ | -------------------- | ---------- | ---------- | ---------- |
| 1950                                                                            | 373 000              | 374 000   | 99.7           | 94         | 54            | 40            | 3968                     |                      | 38         | 140        | 40         |
| 1964                                                                            | 304 000              | 304 200   | 99.9           | 92         | 55            | 37            | 3304                     |                      | 52         | 219        | 38         |
| 1968                                                                            | ?                    | 352 283   | ?              | 91         | 60            | 31            | ?                        |                      | 60         | 216        | 38         |
| 1976                                                                            | 400 000              | 400 000   | 100.0          | 40         | 40            |               | 10 000                   | 1                    | 9          | 143        | 41         |
| 1980                                                                            | 417 000              | 457 000   | 91.2           | 44         | 44            |               | 9477                     |                      | 7          | 125        | 45         |
| 1990                                                                            | 562 000              | 607 000   | 92.6           | 53         | 38            | 15            | 10 603                   |                      | 17         | 165        | 46         |
| 1999                                                                            | 360 000              | 400 000   | 90.0           | 63         | 41            | 22            | 5714                     | 3                    | 29         | 200        | 48         |
| 2000                                                                            | 280 000              | 422 676   | 66.2           | 67         | 41            | 26            | 4179                     | 4                    | 33         | 220        | 52         |
| 2001                                                                            | 330 000              | 500 000   | 66.0           | 67         | 40            | 27            | 4925                     | 4                    | 34         | 184        | 52         |
| 2002                                                                            | 330 000              | 500 000   | 66.0           | 67         | 40            | 27            | 4925                     |                      | 34         | 184        | 52         |
| 2003                                                                            | 330 000              | 403 185   | 81.8           | 67         | 40            | 27            | 4925                     | 5                    | 34         | 184        | 52         |
| 2004                                                                            | 330 000              | 403 185   | 81.8           | 67         | 40            | 27            | 4925                     | 5                    | 34         | 184        | 52         |
| 2010                                                                            | 399 000              | 510 000   | 78.2           | 79         | 52            | 27            | 5050                     | 7                    | 34         | 184        | 56         |
| 2014                                                                            | 425 000              | 542 000   | 78.4           | 83         | 52            | 31            | 5120                     | 8                    | 38         | 101        | 54         |
| 2017                                                                            | 585 000              | 621 000   | 94.2           | 82         | 54            | 28            | 7134                     | 8                    | 44         | 98         | 54         |
| 2020                                                                            | 487 342              | 524 004   | 93.0           | 92         | 57            | 35            | 5297                     | 8                    | 41         | 151        | 55         |
| 2022                                                                            | 487 342              | 501 083   | 93.0           | 86         | 57            | 29            | 5826                     | 8                    | 35         | 108        | 56         |
| Fuente: Catholic-Hierarchy, que a su vez toma los datos del Anuario Pontificio. |                      |           |                |            |               |               |                          |                      |            |            |            |

## Episcopologio

### Obispos de Bolívar
| Foto | Escudo | Nombre del titular                        | Período                                        | Fin del cargo (razón)           |
|      |        | José Ignacio Ordóñez y Lasso †            | 1862-3 de julio de 1882                        | Nombrado arzobispo de Quito     |
|      |        | Arsenio Andrade y Landázuri †             | 13 de noviembre de 1884-14 de octubre de 1905  | Falleció                        |
|      |        | Andrés Machado Pesantez, S.I. †           | 16 de noviembre de 1907-26 de abril de 1916    | Nombrado obispo de Guayaquil    |
|      |        | Ulpiano María Pérez y Quiñones †          | 7 de diciembre de 1916-27 de diciembre de 1918 | Falleció                        |
|      |        | Carlos María Javier de la Torre y Nieto † | 21 de agosto de 1919-20 de diciembre de 1926   | Nombrado obispo de Guayaquil    |
|      |        | Alberto Maria Ordóñez Crespo †            | 5 de diciembre de 1930-7 de enero de 1954      | Falleció                        |
|      |        | Leonidas Eduardo Proaño Villalba †        | 18 de marzo de 1954-25 de agosto de 1955       | Cambio de nombre de la diócesis |

### Obispos de Riobamba
| Foto | Escudo | Nombre del titular                 | Período                                       | Fin del cargo (razón) |
|      |        | Leonidas Eduardo Proaño Villalba † | 25 de agosto de 1955-20 de marzo de 1985      | Retirado              |
|      |        | Víctor Alejandro Corral Mantilla   | 4 de septiembre de 1987-28 de febrero de 2011 | Retirado              |
|      |        | Julio Parrilla Díaz                | 12 de enero de 2013-28 de abril de 2021       | Retirado              |
|      |        | Julio Parrilla Díaz                | 12 de enero de 2013-28 de abril de 2021       | Retirado              |
|      |        | José Bolívar Piedra aguirre        | Desde el 21 de septiembre del 2022            |                       |